# Ítalo Luder
Pour les articles homonymes, voir Luder.
Ítalo Argentino Luder, né le 31 décembre 1916 à Rafaela et mort le 25 mai 2008 à Buenos Aires, est un avocat et homme politique argentin, membre du Parti justicialiste. Il est président provisoire du Sénat de 1975 à 1976 et, à ce titre, il exerce les fonctions de président de la Nation par intérim de septembre à octobre 1975. Il a notamment étendu l'Operativo Independencia (es) de contre-insurrection au pays entier, mettant l'Argentine sous état d'urgence.

## Biographie
Élu membre du Sénat en 1973, il en devient le président provisoire en avril 1975, après le retrait, en juillet 1973, d'Alejandro Díaz Bialet. À ce titre, il occupe de façon intérimaire la charge de président de la Nation durant une absence pour raison de santé de la présidente Isabel Perón du 13 septembre au 16 octobre 1975. Son titre officiel est à ce moment : « Président provisoire de l'honorable Chambre des sénateurs de la Nation en exercice du pouvoir exécutif » (Presidente Provisional de la Honorable Cámara de Senadores de la Nación en ejercicio del Poder Ejecutivo).
Après la fin du « Processus de réorganisation nationale », dictature militaire de Videla et de ses successeurs, en 1983, il est le premier candidat péroniste à subir une défaite dans une élection présidentielle, concédant dès le premier tour la victoire au candidat de l'Union civique radicale (UCR), Raúl Alfonsín.
En 1987, il est cependant élu député et le demeure jusqu'en juillet 1989, quand il est nommé ministre de la Défense par le président Carlos Menem, poste qu'il conserve jusqu'en janvier 1990. Il est ambassadeur en France de 1991 à 1994.